# Rugby 7 en los Juegos del Pacífico Sur 2007
El Rugby 7 en los Juegos del Pacífico Sur 2007 se jugó entre el 31 agosto y 1 de septiembre de 2007 en Apia, Samoa, participaron 10 selecciones de Oceanía.
Fiyi venció en la final a la Samoa para ganar la medalla de oro.

## Resultados

### Grupo A
| Pos | Países             | Partidos | Partidos | Partidos | Partidos | Tantos | Tantos | Tantos | Pts |
| Pos | Países             | J        | G        | E        | P        | PF     | PC     | DP     | Pts |
| --- | ------------------ | -------- | -------- | -------- | -------- | ------ | ------ | ------ | --- |
| 1   | Fiyi               | 4        | 4        | 0        | 0        | 192    | 7      | +185   | 12  |
| 2   | Papúa Nueva Guinea | 4        | 3        | 0        | 1        | 95     | 38     | +57    | 10  |
| 3   | Tahití             | 4        | 2        | 0        | 2        | 53     | 106    | −53    | 8   |
| 4   | Vanuatu            | 4        | 1        | 0        | 3        | 38     | 107    | −69    | 6   |
| 5   | Tuvalu             | 4        | 0        | 0        | 4        | 12     | 132    | −120   | 4   |

|  | Clasificados a semifinales. |

### Grupo B
| Pos | Países        | Partidos | Partidos | Partidos | Partidos | Tantos | Tantos | Tantos | Pts |
| Pos | Países        | J        | G        | E        | P        | PF     | PC     | DP     | Pts |
| --- | ------------- | -------- | -------- | -------- | -------- | ------ | ------ | ------ | --- |
| 1   | Samoa         | 4        | 4        | 0        | 0        | 184    | 0      | +184   | 12  |
| 2   | Islas Salomón | 4        | 3        | 0        | 1        | 51     | 54     | -3     | 10  |
| 3   | Tokelau       | 4        | 2        | 0        | 2        | 24     | 75     | −51    | 8   |
| 4   | Islas Cook    | 4        | 1        | 0        | 3        | 48     | 64     | −16    | 6   |
| 5   | Tuvalu        | 4        | 0        | 0        | 4        | 10     | 124    | −114   | 4   |

|  | Clasificados a semifinales. |

#### Bowl (9° y 10° puesto)
|  | Copa de plata   |                 |    |  |
|  |                 |                 |    |  |
|  | Nueva Caledonia | Nueva Caledonia | 17 |  |
|  | Nueva Caledonia | Nueva Caledonia | 17 |  |
|  | Tuvalu          | Tuvalu          | 0  |  |
|  | Tuvalu          | Tuvalu          | 0  |  |

#### 5° al 8° puesto
|  | Copa de plata | Copa de plata | Copa de plata |            |         | Quinto puesto  | Quinto puesto  | Quinto puesto  |  |
|  |               |               |               |            |         |                |                |                |  |
|  |               |               |               |            |         |                |                |                |  |
|  | Tokelau       | Tokelau       | 12            |            |         |                |                |                |  |
|  | Tokelau       | Tokelau       | 12            |            |         |                |                |                |  |
|  | Vanuatu       | Vanuatu       | 10            |            |         |                |                |                |  |
|  | Vanuatu       | Vanuatu       | 10            |            | Tokelau | Tokelau        | 19             |                |  |
|  |               |               |               |            | Tokelau | Tokelau        | 19             |                |  |
|  |               |               | Islas Cook    | Islas Cook | 12      |                |                |                |  |
|  | Islas Cook    | Islas Cook    | Islas Cook    | Islas Cook | 12      | 22             |                |                |  |
|  | Islas Cook    | Islas Cook    |               |            |         | 22             |                |                |  |
|  | Tahití        | Tahití        | 17            |            |         | Séptimo puesto | Séptimo puesto | Séptimo puesto |  |
|  | Tahití        | Tahití        | 17            |            |         | Séptimo puesto | Séptimo puesto | Séptimo puesto |  |
|  |               |               |               |            |         |                |                |                |  |
|  |               |               |               |            |         | Tahití         | Tahití         | 17             |  |
|  |               |               |               |            |         | Tahití         | Tahití         | 17             |  |
|  |               |               |               |            |         | Vanuatu        | Vanuatu        | 10             |  |
|  |               |               |               |            |         | Vanuatu        | Vanuatu        | 10             |  |
|  |               |               |               |            |         |                |                |                |  |

#### Fase final
|  | Semifinales        | Semifinales        | Semifinales |       |      | Oro                | Oro                | Oro    |  |
|  |                    |                    |             |       |      |                    |                    |        |  |
|  |                    |                    |             |       |      |                    |                    |        |  |
|  | Fiyi               | Fiyi               | 48          |       |      |                    |                    |        |  |
|  | Fiyi               | Fiyi               | 48          |       |      |                    |                    |        |  |
|  | Islas Salomón      | Islas Salomón      | 0           |       |      |                    |                    |        |  |
|  | Islas Salomón      | Islas Salomón      | 0           |       | Fiyi | Fiyi               | 26                 |        |  |
|  |                    |                    |             |       | Fiyi | Fiyi               | 26                 |        |  |
|  |                    |                    | Samoa       | Samoa | 19   |                    |                    |        |  |
|  | Samoa              | Samoa              | Samoa       | Samoa | 19   | 39                 |                    |        |  |
|  | Samoa              | Samoa              |             |       |      | 39                 |                    |        |  |
|  | Papúa Nueva Guinea | Papúa Nueva Guinea | 0           |       |      | Bronce             | Bronce             | Bronce |  |
|  | Papúa Nueva Guinea | Papúa Nueva Guinea | 0           |       |      | Bronce             | Bronce             | Bronce |  |
|  |                    |                    |             |       |      |                    |                    |        |  |
|  |                    |                    |             |       |      | Papúa Nueva Guinea | Papúa Nueva Guinea | 31     |  |
|  |                    |                    |             |       |      | Papúa Nueva Guinea | Papúa Nueva Guinea | 31     |  |
|  |                    |                    |             |       |      | Islas Salomón      | Islas Salomón      | 5      |  |
|  |                    |                    |             |       |      | Islas Salomón      | Islas Salomón      | 5      |  |
|  |                    |                    |             |       |      |                    |                    |        |  |